# Großer Preis der Emilia-Romagna 2024
Der Große Preis der Emilia-Romagna 2024 (offiziell Formula 1 MSC Cruises Gran Premio del Made in Italy e dell'Emilia-Romagna 2024) fand am 19. Mai auf dem Autodromo Enzo e Dino Ferrari in Imola statt und war das siebte Rennen der Formel-1-Weltmeisterschaft 2024.

## Bericht

### Hintergründe
Nachdem der Große Preis der Emilia-Romagna 2023 wegen Überschwemmung abgesagt werden musste, kehrte die Formel 1 dieses Jahr auf die Rennstrecke zurück.
Nach dem Großen Preis von Miami führte Max Verstappen in der Fahrerwertung mit 33 Punkten vor Sergio Pérez und mit 38 Punkten vor Charles Leclerc. In der Konstrukteurswertung führte Red Bull mit 52 Punkten vor Ferrari und mit 115 Punkten vor McLaren-Mercedes.
Beim Großen Preis der Emilia-Romagna stellte Pirelli den Fahrern die Reifenmischungen C3 (weiß), C4 (gelb) und C5 (rot) zur Verfügung sowie für nasse Bedingungen Cinturato Intermediates (grün) und Cinturato Full-Wets (blau) zur Verfügung.
Lance Stroll bestritt seinen 150. Grand Prix.
Kevin Magnussen (zehn), Pérez, Logan Sargeant (jeweils acht), Stroll (sieben), Fernando Alonso (sechs), Lewis Hamilton, George Russell (jeweils vier), Yuki Tsunoda, Nico Hülkenberg (jeweils drei), Verstappen, Daniel Ricciardo, Valtteri Bottas, Zhou Guanyu (jeweils zwei) und Carlos Sainz jr. (einer) gingen mit Strafpunkten ins Rennwochenende.
Mit Verstappen (zweimal) und Hamilton (einmal) traten zwei ehemalige Sieger zu diesem Grand Prix an.
Als Rennkommissare für dieses Rennwochenende fungierten Tim Mayer (USA), Matthew Selley (AUS), Vitantonio Liuzzi (ITA) und Matteo Perini (ITA).

### Training
Haas setzte an diesem Wochenende als erstes Team einen Young Driver in der ersten Trainingssession ein, Oliver Bearman bestritt das erste freie Training im Wagen von Magnussen. Im ersten freien Training war Leclerc mit einer Zeit von 1:16,990 Minuten Schnellster vor Russell und Sainz jr. In diesem Training musste Alexander Albon seine Auto aufgrund eines mechanischen Problems abstellen. Er hatte auch beim Überfahren eines Kerbs den Vortrieb verloren.
Im zweiten Training fuhr erneut Leclerc mit 1:15,906 Minuten die Bestzeit vor Oscar Piastri und Tsunoda.
Im dritten freien Training fuhr erneut Piastri mit 1:15,529 Minuten die Bestzeit vor Norris und Sainz jr. Alonso hatte in der Kurve Rivazza sein Auto verloren und schlug in die Streckenbegrenzung ein. Pérez hatte kurz vor Ende des Trainings seinen Red Bull in der Variante Alta verloren und an sein Auto gab es einige Beschädigungen.

### Qualifying
Das Qualifying bestand aus drei Teilen mit einer Nettolaufzeit von 45 Minuten. Im ersten Qualifying-Segment (Q1) hatten die Fahrer 18 Minuten Zeit, um sich für das Rennen zu qualifizieren. Alle Fahrer, die im ersten Abschnitt eine Zeit erzielten, die maximal 107 Prozent der schnellsten Rundenzeit betrug, qualifizierten sich für das Rennen. Die besten 15 Fahrer erreichten den nächsten Qualifikationsabschnitt. Verstappen war Schnellster. Beide Kick Sauber-Piloten, Magnussen, Alonso und Sargeant schieden aus.
Der zweite Abschnitt (Q2) dauerte 15 Minuten. Die schnellsten zehn Piloten qualifizierten sich für den dritten Teil des Qualifyings. Leclerc war Schnellster. Pérez, beide Alpine-Fahrer, Stroll und Albon schieden aus.
Der letzte Abschnitt (Q3) ging über eine Zeit von zwölf Minuten, in denen die ersten zehn Startpositionen vergeben wurden. Verstappen erzielte mit einer Zeit von 1:14,746 Minuten die Bestzeit vor Piastri und Norris. Für Verstappen war es die 39. Pole-Position in der Formel-1-Weltmeisterschaft. Zudem sicherte er sich seine achte Pole-Position in Folge. Piastri qualifizierte sich dahinter, erhielt aber im Anschluss eine Startplatzstrafe von drei Plätzen für eine Behinderung Magnussens im ersten Abschnitt der Qualifikation. Er rutschte daher vom 2. auf dem 5. Startplatz.

### Rennen
Aston Martin-Pilot Alonso startete aus der Boxengasse, da an seinem Wagen unter Parc-fermé-Bedingungen gearbeitet wurde.
Das Rennen begann mit einem guten Start von Verstappen vor dem zweitplatzierten Norris. Hamilton rückte mit seinem Mercedes auf den siebten Platz vor, während Pérez, der am Tag zuvor zum ersten Mal in Q2 der Saison ausschied, Ricciardo im RB überholte und sich den zehnten Platz sicherte. Verstappen baute einen Vorsprung von mehreren Sekunden auf Norris auf, der von hinten von den Ferrari-Fahrern Leclerc und Sainz jr. unter Druck gesetzt wurde.
In der zehnten Runde wurde Albon plötzlich langsamer und er steuerte die Box an. Es stellte sich heraus, dass beim ersten Boxenstopp ein Reifen nicht korrekt montiert wurde. Er erhielt daher eine Zehn-Sekunden-Zeitstrafe und nahm mit einer Runde Rückstand das Rennen wieder auf. Weitere Fahrer folgten an die Box, wobei Tsunoda durch ein Undercut an Hülkenberg vorbeiging.
Während Piastri weiterhin mit Sainz jr. zu kämpfen hatte, geriet Pérez, der mit harten Reifen unterwegs war, ins Kiesbett, wodurch er viel Zeit verlor. Zahlreiche Fahrer, darunter auch Spitzenreiter Verstappen, legten ihren Stopp bereits in Runde 21 ein. Verstappen überließ die Führung kurzzeitig Sainz jr., bevor er diesen in Runde 27 überholte. Pérez geriet bald unter Druck von Hamilton, der den Red-Bull-Piloten überholen konnte. Pérez wechselte in Runde 38 auf Mediums und griff Ricciardo, Hülkenberg und Tsunoda an, kurz nachdem er die Boxengasse verlassen hatte. Unterdessen lieferte sich Magnussen ein Duell mit den Alpine-Fahrern und dem Sauber von Zhou, während Norris und Leclerc im Kampf um den zweiten Platz dicht beieinander lagen.
Nachdem sich Norris von Leclerc abgesetzt hatte, begann er die Lücke zu Verstappen zu schließen. Unterdessen beschloss Williams, Albon an die Box zu holen und den Wagen abzustellen.
Im Duell um die Führung holte Norris Runde für Runde auf Verstappen auf, allerdings scheiterte ein Überholversuch und Verstappen gewann das Rennen schließlich mit 0,725 Sekunden Vorsprung. Norris wurde Zweiter, gefolgt von Leclerc von Ferrari. Die restlichen Punkteplatzierungen belegten Piastri, Sainz jr., Hamilton, Russell, Pérez, Stroll und Tsunoda. Russell erzielte die schnellste Rennrunde mit 1:18,589 Minuten und erhielt dafür den Extrapunkt.
In der Fahrer- und Konstrukteurswertung blieben die ersten drei Positionen unverändert.

## Meldeliste
| Team                          | Nr. | Fahrer           | Chassis                           | Motor      | Reifen |
| ----------------------------- | --- | ---------------- | --------------------------------- | ---------- | ------ |
| Oracle Red Bull Racing        | 01  | Max Verstappen   | Red Bull Racing RB20              | Honda RBPT | P      |
| Oracle Red Bull Racing        | 11  | Sergio Pérez     | Red Bull Racing RB20              | Honda RBPT | P      |
| Mercedes-AMG Petronas F1 Team | 63  | George Russell   | Mercedes-AMG F1 W15 E Performance | Mercedes   | P      |
| Mercedes-AMG Petronas F1 Team | 44  | Lewis Hamilton   | Mercedes-AMG F1 W15 E Performance | Mercedes   | P      |
| Scuderia Ferrari              | 16  | Charles Leclerc  | Ferrari SF-24                     | Ferrari    | P      |
| Scuderia Ferrari              | 55  | Carlos Sainz jr. | Ferrari SF-24                     | Ferrari    | P      |
| McLaren F1 Team               | 81  | Oscar Piastri    | McLaren MCL38                     | Mercedes   | P      |
| McLaren F1 Team               | 04  | Lando Norris     | McLaren MCL38                     | Mercedes   | P      |
| Aston Martin Aramco F1 Team   | 18  | Lance Stroll     | Aston Martin AMR24                | Mercedes   | P      |
| Aston Martin Aramco F1 Team   | 14  | Fernando Alonso  | Aston Martin AMR24                | Mercedes   | P      |
| BWT Alpine F1 Team            | 31  | Esteban Ocon     | Alpine A524                       | Renault    | P      |
| BWT Alpine F1 Team            | 10  | Pierre Gasly     | Alpine A524                       | Renault    | P      |
| Williams Racing               | 23  | Alexander Albon  | Williams FW46                     | Mercedes   | P      |
| Williams Racing               | 02  | Logan Sargeant   | Williams FW46                     | Mercedes   | P      |
| Visa Cash App RB F1 Team      | 03  | Daniel Ricciardo | RB VCARB 01                       | Honda RBPT | P      |
| Visa Cash App RB F1 Team      | 22  | Yuki Tsunoda     | RB VCARB 01                       | Honda RBPT | P      |
| Stake F1 Team Kick Sauber     | 77  | Valtteri Bottas  | KICK Sauber C44                   | Ferrari    | P      |
| Stake F1 Team Kick Sauber     | 24  | Zhou Guanyu      | KICK Sauber C44                   | Ferrari    | P      |
| MoneyGram Haas F1 Team        | 20  | Kevin Magnussen  | Haas VF-24                        | Ferrari    | P      |
| MoneyGram Haas F1 Team        | 50  | Oliver Bearman   | Haas VF-24                        | Ferrari    | P      |
| MoneyGram Haas F1 Team        | 27  | Nico Hülkenberg  | Haas VF-24                        | Ferrari    | P      |

Anmerkung
1. 1 2  Der Haas mit der Startnummer 50 wurde im ersten freien Training für Bearman eingesetzt. Magnussen übernahm das Fahrzeug anschließend für das restliche Rennwochenende mit seiner Startnummer 20.

## Klassifikationen

### Qualifying
| Pos.                                                                      | Fahrer           | Konstrukteur                 | Q1         | Q2       | Q3       | Start |
| ------------------------------------------------------------------------- | ---------------- | ---------------------------- | ---------- | -------- | -------- | ----- |
| 01                                                                        | Max Verstappen   | Red Bull Racing-Honda RBPT   | 1:15,762   | 1:15,176 | 1:14,746 | 01    |
| 02                                                                        | Oscar Piastri    | McLaren-Mercedes             | 1:15,940   | 1:15,407 | 1:14,820 | 05    |
| 03                                                                        | Lando Norris     | McLaren-Mercedes             | 1:15,915   | 1:15,371 | 1:14,837 | 02    |
| 04                                                                        | Charles Leclerc  | Ferrari                      | 1:15,823   | 1:15,328 | 1:14,970 | 03    |
| 05                                                                        | Carlos Sainz jr. | Ferrari                      | 1:16,015   | 1:15,512 | 1:15,233 | 04    |
| 06                                                                        | George Russell   | Mercedes                     | 1:16,107   | 1:15,671 | 1:15,234 | 06    |
| 07                                                                        | Yuki Tsunoda     | RB-Honda RBPT                | 1:15,894   | 1:15,358 | 1:15,465 | 07    |
| 08                                                                        | Lewis Hamilton   | Mercedes                     | 1:16,604   | 1:15,671 | 1:15,504 | 08    |
| 09                                                                        | Daniel Ricciardo | RB-Honda RBPT                | 1:16,060   | 1:15,691 | 1:15,674 | 09    |
| 10                                                                        | Nico Hülkenberg  | Haas-Ferrari                 | 1:15,841   | 1:15,569 | 1:15,980 | 10    |
| 11                                                                        | Sergio Pérez     | Red Bull Racing-Honda RBPT   | 1:16,404   | 1:15,706 | –        | 11    |
| 12                                                                        | Esteban Ocon     | Alpine-Renault               | 1:16,361   | 1:15,906 | –        | 12    |
| 13                                                                        | Lance Stroll     | Aston Martin Aramco-Mercedes | 1:16,458   | 1:15,992 | –        | 13    |
| 14                                                                        | Alexander Albon  | Williams-Mercedes            | 1:16,524   | 1:16,200 | –        | 14    |
| 15                                                                        | Pierre Gasly     | Alpine-Renault               | 1:16,015   | 1:16,381 | –        | 15    |
| 16                                                                        | Valtteri Bottas  | Kick Sauber-Ferrari          | 1:16,626   | –        | –        | 16    |
| 17                                                                        | Zhou Guanyu      | Kick Sauber-Ferrari          | 1:16,834   | –        | –        | 17    |
| 18                                                                        | Kevin Magnussen  | Haas-Ferrari                 | 1:16,854   | –        | –        | 18    |
| 19                                                                        | Fernando Alonso  | Aston Martin Aramco-Mercedes | 1:16,917   | –        | –        | Box   |
| 107-Prozent-Zeit: 1:21,065 min (bezogen auf Q1-Bestzeit von 1:15,762 min) |                  |                              |            |          |          |       |
| –                                                                         | Logan Sargeant   | Williams-Mercedes            | keine Zeit | –        | –        | 19    |

Anmerkung
1. ↑  Piastri wurde um drei Startplätze zurückversetzt, da er Magnussen im Q1 behindert hat. Er rutschte damit vom Startplatz 2 auf Startplatz 5.
2. ↑  Alonso musste aus der Boxengasse starten, da an seinem Wagen unter Parc-fermé-Bedingungen gearbeitet wurde.
3. ↑  Sargeant konnte im Qualifying keine Zeit fahren. Er durfte nach der Erlaubnis von den Rennleitern am Rennen teilnehmen.

### Rennen
| Pos.                                                            | Fahrer           | Konstrukteur                 | Runden | Stopps | Zeit        | Start | Schnellste Runde |
| --------------------------------------------------------------- | ---------------- | ---------------------------- | ------ | ------ | ----------- | ----- | ---------------- |
| 01                                                              | Max Verstappen   | Red Bull Racing-Honda RBPT   | 63     | 1      | 1:25:25,252 | 01    | 1:20,366 (38.)   |
| 02                                                              | Lando Norris     | McLaren-Mercedes             | 63     | 1      | + 0,725     | 02    | 1:19,994 (54.)   |
| 03                                                              | Charles Leclerc  | Ferrari                      | 63     | 1      | + 7,916     | 03    | 1:19,935 (27.)   |
| 04                                                              | Oscar Piastri    | McLaren-Mercedes             | 63     | 1      | + 14,132    | 05    | 1:19,907 (25.)   |
| 05                                                              | Carlos Sainz jr. | Ferrari                      | 63     | 1      | + 22,325    | 04    | 1:20,220 (63.)   |
| 06                                                              | Lewis Hamilton   | Mercedes                     | 63     | 1      | + 35,104    | 08    | 1:20,331 (43.)   |
| 07                                                              | George Russell   | Mercedes                     | 63     | 2      | + 47,154    | 06    | 1:18,589 (54.)   |
| 08                                                              | Sergio Pérez     | Red Bull Racing-Honda RBPT   | 63     | 1      | + 54,776    | 11    | 1:19,686 (52.)   |
| 09                                                              | Lance Stroll     | Aston Martin Aramco-Mercedes | 63     | 1      | + 1:19,556  | 13    | 1:20,570 (58.)   |
| 10                                                              | Yuki Tsunoda     | RB-Honda RBPT                | 62     | 1      | + 1 Runde   | 07    | 1:20,936 (14.)   |
| 11                                                              | Nico Hülkenberg  | Haas-Ferrari                 | 62     | 1      | + 1 Runde   | 10    | 1:21,700 (03.)   |
| 12                                                              | Kevin Magnussen  | Haas-Ferrari                 | 62     | 1      | + 1 Runde   | 18    | 1:21,009 (58.)   |
| 13                                                              | Daniel Ricciardo | RB-Honda RBPT                | 62     | 1      | + 1 Runde   | 09    | 1:21,569 (13.)   |
| 14                                                              | Esteban Ocon     | Alpine-Renault               | 62     | 1      | + 1 Runde   | 12    | 1:21,304 (37.)   |
| 15                                                              | Zhou Guanyu      | Kick Sauber-Ferrari          | 62     | 1      | + 1 Runde   | 17    | 1:21,016 (37.)   |
| 16                                                              | Pierre Gasly     | Alpine-Renault               | 62     | 2      | + 1 Runde   | 15    | 1:21,371 (10.)   |
| 17                                                              | Logan Sargeant   | Williams-Mercedes            | 62     | 1      | + 1 Runde   | 19    | 1:21,229 (55.)   |
| 18                                                              | Valtteri Bottas  | Kick Sauber-Ferrari          | 62     | 1      | + 1 Runde   | 16    | 1:21,455 (11.)   |
| 19                                                              | Fernando Alonso  | Aston Martin Aramco-Mercedes | 62     | 3      | + 1 Runde   | Box   | 1:19,004 (62.)   |
| –                                                               | Alexander Albon  | Williams-Mercedes            | 51     | 4      | DNF         | 19    | 1:21,274 (48.)   |
| Fahrer des Tages: Lando Norris (31,4 % der abgegebenen Stimmen) |                  |                              |        |        |             |       |                  |

## WM-Stände nach dem Rennen
Die ersten zehn des Rennens bekamen 25, 18, 15, 12, 10, 8, 6, 4, 2 bzw. 1 Punkt(e). Zusätzlich wurde ein Punkt für die schnellste Rennrunde vergeben, wenn der betreffende Fahrer unter den ersten Zehn ins Ziel kam.

### Fahrerwertung
| Pos. | Fahrer           | Konstrukteur                 | Punkte |
| ---- | ---------------- | ---------------------------- | ------ |
| 01   | Max Verstappen   | Red Bull Racing-Honda RBPT   | 161    |
| 02   | Charles Leclerc  | Ferrari                      | 113    |
| 03   | Sergio Pérez     | Red Bull Racing-Honda RBPT   | 107    |
| 04   | Lando Norris     | McLaren-Mercedes             | 101    |
| 05   | Carlos Sainz jr. | Ferrari                      | 93     |
| 06   | Oscar Piastri    | McLaren-Mercedes             | 53     |
| 07   | George Russell   | Mercedes                     | 44     |
| 08   | Lewis Hamilton   | Mercedes                     | 35     |
| 09   | Fernando Alonso  | Aston Martin Aramco-Mercedes | 33     |
| 10   | Yuki Tsunoda     | RB-Honda RBPT                | 15     |
| 11   | Lance Stroll     | Aston Martin Aramco-Mercedes | 11     |

| Pos. | Fahrer           | Konstrukteur        | Punkte |
| ---- | ---------------- | ------------------- | ------ |
| 12   | Oliver Bearman   | Ferrari             | 6      |
| 13   | Nico Hülkenberg  | Haas-Ferrari        | 6      |
| 14   | Daniel Ricciardo | RB-Honda RBPT       | 5      |
| 15   | Esteban Ocon     | Alpine-Renault      | 1      |
| 16   | Kevin Magnussen  | Haas-Ferrari        | 1      |
| 17   | Alexander Albon  | Williams-Mercedes   | 0      |
| 18   | Zhou Guanyu      | Kick Sauber-Ferrari | 0      |
| 19   | Pierre Gasly     | Alpine-Renault      | 0      |
| 20   | Valtteri Bottas  | Kick Sauber-Ferrari | 0      |
| 21   | Logan Sargeant   | Williams-Mercedes   | 0      |

### Konstrukteurswertung
| Pos. | Konstrukteur                 | Punkte |
| ---- | ---------------------------- | ------ |
| 01   | Red Bull Racing-Honda RBPT   | 268    |
| 02   | Ferrari                      | 212    |
| 03   | McLaren-Mercedes             | 154    |
| 04   | Mercedes                     | 79     |
| 05   | Aston Martin Aramco-Mercedes | 44     |

| Pos. | Konstrukteur        | Punkte |
| ---- | ------------------- | ------ |
| 06   | RB-Honda RBPT       | 20     |
| 07   | Haas-Ferrari        | 7      |
| 08   | Alpine-Renault      | 1      |
| 09   | Williams-Mercedes   | 0      |
| 10   | Kick Sauber-Ferrari | 0      |